# Rhizostomatidae
Rhizostomatidae is een familie van neteldieren uit de klasse van de Scyphozoa (schijfkwallen).

## Geslachten
- Eupilema
- Nemopilema
- Rhizostoma Cuvier, 1800
- Rhopilema Haeckel, 1880